# Lotte vil paa Landet
|  | Denne artikel er oprettet af botten PalnaBot ud fra en ekstern database. Den kan derfor have sproglige fejl eller mangler. Denne skabelon kan fjernes efter kontrol af indholdet. |

Lotte vil paa Landet er en film fra 1916 instrueret af Henry Berény efter manuskript af Henry Berény.